# Owen Thomas Jones
Owen Thomas Jones (Beulah, Cardiganshire, 16 de abril de 1878 — 5 de maio de 1967) foi um geólogo galês.
Foi o responsável por mapear geologicamente o País de Gales.
Estudou na "British School" em Trewern e na "Pencader Grammar School". Em 1896 foi para a faculdade na Universidade de Gales, em Aberystwyth, graduando-se em física em 1900. Entre 1902-1903 estudou geologia e mineralogia na Trinity College, Cambridge.
Em 1903 Owen assumiu um posto na "British Geological Survey", trabalhando em Carmarthenshire e Pembrokeshire. Em 1910 passou a lecionar geologia em Aberystwyth. Posteriormente, em 1919, assumiu a cátedra de geologia na Universidade de Manchester, e em 1930, professor de geologia na Universidade de Cambridge.
Foi membro da Royal Society, eleito em 1926, onde recebeu a Medalha Real em 1956. Foi laureado também com a medalha Lyell em 1926 e com a medalha Wollaston de 1945, ambas pela Sociedade Geológica de Londres.

## Obras
- "Lead and zinc: The mining district of North Cardiganshire and West Montgomeryshire" (1922).